# Geertruydt Roghman
Geertruydt Roghman (Ámsterdam, 1625, - Ámsterdam, 1657), fue una pintora y grabadora neerlandesa del siglo de oro neerlandés.

## Biografía
Era hija del grabador Henrick Lambertsz Roghman y Maria Jacobs Savery. Según el Rijksbureau voor Kunsthistorische Documentatie fue la hermana mayor de Roelant y Magdalena Roghman y nieta del pintor Jacob Savery por parte de su madre. Seguramente trabajó en el taller de su padre y en su corta vida no produjo un gran número de obras. Es conocida por los catorce grabados que se inspiraron en croquis de dibujos realizados por su hermano Roeland Roghman y que se publicaron bajo el título Plaisante Landschappen ofte vermakelijcke Gesichten na 't Leven geteekent door Roelant Rogman en Amsterdam por Claes Jansz Visscher. Estas escenas se vendieron bien durante la última mitad del siglo XVII y principios del siglo XVIII y han servido de inspiración a pintores de paisaje. También se conoce una serie de cinco grabados familiarizados con el trabajo de las mujeres en interiores.